# Biton sabulosus
Biton sabulosus är en spindeldjursart som först beskrevs av Pocock 1903.  Biton sabulosus ingår i släktet Biton och familjen Daesiidae. Inga underarter finns listade.